# Akimsola Boussari
Akimsola Boussari (Sansanné Mango, 10 marzo 1988) è un calciatore togolese, difensore dei Warri Walves.

## Carriera

### Club
Ha giocato tra Nigeria, Togo e Marocco.

### Nazionale
Ha esordito con la Nazionale togolese nel 2009.